# Holy Cross Catholic Primary School

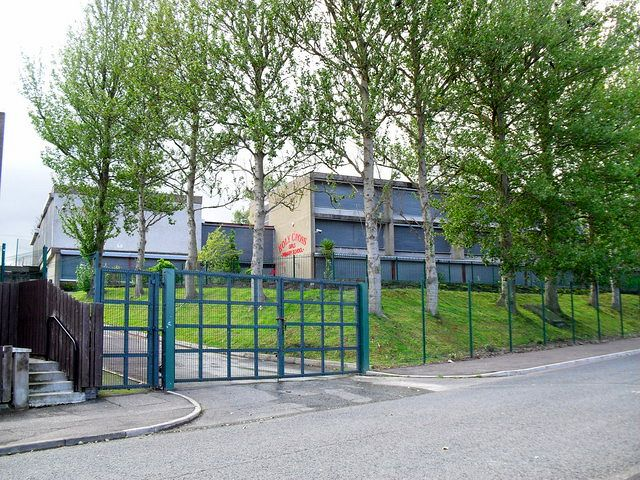
Eingang der Holy Cross Girls Primary School (Aufnahme von 2009).

Die Holy Cross Catholic Primary School (Holy-Cross-Grundschule) ist eine katholische Mädchen-Grundschule im Norden der nordirischen Hauptstadt Belfast. 2001 wurde sie im Zuge des Nordirlandkonfliktes überregional bekannt.

## Der Konflikt
Streitpunkt ist der Schulweg von katholischen Mädchen, die auf ihrem morgendlichen Schulweg vom katholischen Wohnviertel Ardoyne in die nur wenige hundert Meter entfernte katholische Holy-Cross-Grundschule durch das protestantische Viertel Glenbryn laufen müssen. Viele protestantische Anwohner sehen den Lauf durch ihr Viertel als Provokation. Sie gelangten zu dieser Auffassung, nachdem es immer wieder Probleme bei den Oranier-Märschen im katholischen Ardoyne gegeben hatte und sie letztendlich ihre Route nicht mehr wie gewohnt fortsetzen durften.
Der Weg entlang der Ardoyne Road ist für die Mädchen der kürzeste zur Schule. Einzige Ausweichmöglichkeit bietet ein Umweg zum Hintereingang der Schule, was von vielen Katholiken abgelehnt wird.
Dieser schwelende Konflikt erreichte im Juli 2001 gegen Ende des Schuljahres seinen Höhepunkt, als Protestanten begannen, die Straße durch ihr Viertel zu blockieren. Die Polizei musste Protestanten und Katholiken durch Polizeiketten trennen. Hierdurch wurde verhindert, dass die katholischen Mädchen die Straße benutzen konnten, so dass die Schule nur über den Umweg erreichbar war. Während der folgenden Sommerferien hofften viele auf eine Entspannung, die jedoch aufgrund festgefahrener Meinungen nicht eintrat.
Während Protestanten den Marsch durch ihr Viertel weiterhin als Provokation sahen, fühlten sich Katholiken benachteiligt und minderwertig, da ihre Töchter ihre Schule durch den Hintereingang betreten sollten. Viele wollten aber auch nur ihre Kinder sicher zur Schule bringen. Zu Beginn des neuen Schuljahres im September 2001 errichtete die Polizei mit Hilfe der Armee einen Korridor, in dem die Schülerinnen mit ihren Eltern durch das protestantische Viertel zur Schule gehen sollten. Begleitet wurden sie dabei von wüsten Beschimpfungen und Beleidigungen durch protestantische Anwohner, die nur durch Polizisten mit Schutzschilden von den Kindern getrennt waren. Der Gang zur Schule entwickelte sich zu einem Spießrutenlauf. Es wurden immer wieder Steine und uringefüllte Ballons auf die Kinder und ihre Eltern geworfen. Die Polizei empfahl den Eltern ihre Kinder auf dem Umweg zur Schule zu bringen, was einige jedoch nicht davon abhielt, weiterhin aus Protest den Weg durch das protestantische Viertel zu nehmen.
Ihren Höhepunkt erreichten die Proteste, als Rohrbomben explodierten und Menschen verletzten. Ob die Rohrbomben auf die Schülerinnen oder auf die Polizei geworfen wurden und ob die Täter Ortsansässige oder Fremde waren, blieb zunächst unklar. In der Folge wurde eine vorhandene Friedenslinie ausgebaut, die die beiden Viertel voneinander abriegelt. Eine friedliche Lösung ist bis heute nicht in Sicht.
Die Schulmädchen werden heute per Bus zu ihrer Schule gebracht, wie es schon vor der Eskalation von einigen Beteiligten vorgeschlagen worden war.

## Film
- Die Mauer des Zorns. GB/IRL 2003, Regie: Mark Brozel